# ひろしま地方創生リート投資法人
ひろしま地方創生リート投資法人（ひろしまちほうそうせいリートとうしほうじん）は、広島市中区にある投資法人（私募リート）。スポンサーは広島銀行。

## 概要
広島銀行100%子会社の運用会社ひろぎんリートマネジメント株式会社（2017年8月3日設立）により、2018年3月に本投資法人の運用を開始された。
地方銀行として初めてのREIT単独スポンサーとなる例である。また、中国財務局所管内で初めてかつ唯一（2020年6月30日現在）の登録投資法人である（登録番号：中国財務局長第1号）。出資金や借入金は、地元の金融機関や企業から集める。
投資地域は、広島銀行の営業エリアである広島県・岡山県・山口県・愛媛県等。組入対象物件は、”地域の「まちづくり」に最適な物件”であり、総合型リートである

。

## 沿革
- 2018年（平成30年）3月9日 - 内閣総理大臣による投信法第189条に基づく登録の実施（登録番号：中国財務局長第1号）
- 2018年（平成30年）3月 - 運用開始
- 2021年（令和3年）4月5日 - 本店所在地を広島市南区西蟹屋1丁目1番7号から広島市中区紙屋町1丁目3番8号に変更[9]

## ポートフォリオ
2021年3月31日時点で、2物件、取得価格84億円である。
保有物件
- グランアークテラス（広島県広島市東区若草町）[11]

## 資産運用会社
ひろぎんリートマネジメント株式会社が、本投資法人の資産運用会社である。
- 設立 - 2017年8月3日
- 資本金 - 1億5,000万円
- 株主 - 株式会社広島銀行（100%）
- 代表者 - 代表取締役　鷺森 直人
- 本社 - 〒730-0031　広島市中区紙屋町一丁目3番8号